# Залізняк Микола Кіндратович
Микола Кіндратович Залізняк (нар. 1888, Мелітополь, Таврійська губернія, Російська імперія — пом. 1950, місто Молотов (тепер Перм), Російська РФСР, СРСР) — український політичний і громадський діяч, публіцист, дипломат. Доктор філософії. Один із діячів українського руху «есерів», організатор студентських громад у Києві і Львові, один з засновників «Української партії соціалістів-революціонерів». Член Київської «Просвіти». Один із засновників СВУ (1914), Очолював Закордонний комітет українських соціалістів-революціонерів.
Жертва сталінських репресій.

## Біографія
Микола Кіндратович Залізняк народився 1888 року в Мелітополі, що на той час входив до складу однойменного повіту Таврійської губернії, в сім'ї вчителя математики. З 1905 року — член партії соціалістів-революціонерів. Працював в організаціях Таврійської губернії і Києва. Член Київської «Просвіти». Працював в її видавничої комісії як рецензент (1906—1907), друкувався в газеті «Рада».
Ініціатор скликання 1-го з'їзду Української партії соціалістів-революціонерів у 1907 році. Делегований фракцією есерів Київського університету до Ради студентських представників. 4 червня 1907 року за організацію студентських виступів був заарештований, виключений з університету і засуджений на довічне заслання в Сибір.
У 1907 втік з київської Лук'янівської в'язниці, у 1908 році емігрував до Львова.
Вивчав філософію у Львівському університеті; працював практикантом археологічного відділення Музею Наукового товариства імені Шевченка.
У 1909 — голова Української студентської спілки. Кореспондент газет «Село» (1909—1910), «Засів» (1912), журналу «Рідний край» (1910—1911).
Автор статей з історії, археології та сучасної політики, а також рецензій на праці Михайла Грушевського, Северина Даниловича, Дмитра Донцова, Петра Стебницького, Микола Сумцова та ін. в «Записках Наукового товариства імені Шевченка» (1909—1913), «Літературно-науковий вісник» (понад 40 Публікацій, 1907—1913), «Украинской жизни».
У 1914 став одним із засновників «Союзу визволення України», з якої незабаром вийшов, очоливши Закордонний комітет Української партії соціалістів-революціонерів в Відні, де також вів активну публіцистичну та видавничу діяльність (1914—1918). Перекладач наукової, політичної та художньої літератури з німецької та французької мов (К. Біхера, Вільгельм Віндельбанда, Франсуа́ Ола́ра та ін.).
Брав неофіційну участь як посередник між делегаціями Української Народної Республіки, Німеччини та Австро-Угорщини на мирних переговорах у Бересті в січні-лютому 1918 р. Весною 1918 р. заснував у Стокгольмі (Швеція) Українське інформаційне бюро.
У 1919—1920 — посол УНР у Фінляндії, а в 1920—1921 — посол УНР в Австрії.
Восени 1920 року в Відні постановою 3-й конференції УПСР був виключений з партії есерів. 4 січня 1921 році на установчих зборах Всеукраїнської національної ради його було обрано секретарем.
З 1921 — в еміграції — професор Українського вільного університету в Празі.
У 1927—1928 роках — головний редактор газети («Діло» Львів). Через проукраїнськість статей був змушений покинути Польщу і повернутися до Австрії, оскільки мав громадянство цієї країни. Продовжував видавничу і творчу діяльність у Відні.
У 1945 році заарештований радянськими спецслужбами у Відні та засуджений до 15 років ув'язнення.
Помер 1950 року в тюрмі у місті Молотові (Пермі).